# Russian Journal of Applied Chemistry
Das Russian Journal of Applied Chemistry ist eine monatlich erscheinende Peer-Review-Fachzeitschrift, die alle Fachgebiete der Chemie abdeckt.
Die Erstausgabe der Zeitschrift erschien 1928. Der Chefredakteur der Zeitschrift ist Anton Maximov von der Russischen Akademie der Wissenschaften und dem Topchiev Institute of Petrochemical Synthesis.
Der Impact Factor der Zeitschrift betrug 2019 0,85. Damit belegte die Zeitschrift in der Kategorie Angewandte Chemie Rang 62 von 74.